# Bewitched (švédská hudební skupina)
Bewitched (v českém překladu z angličtiny očarovaný) je švédská thrash/black metalová kapela založená roku 1995 ve městě Umeå zpěvákem Vargherem (Marcus Norman), kytaristou Blackheimem (Anders Nyström), baskytaristou Wrathyrem (Kristofer Olivius) a bubeníkem Reaperem.
První demo Hellspell vyšlo v roce 1995, debutní studiové album s názvem Diabolical Desecration v roce 1996.

## Diskografie

### Dema
- Hellspell (1995)

### Studiová alba
- Diabolical Desecration (1996)
- Pentagram Prayer (1997)
- At the Gates of Hell (1999)
- Rise of the Antichrist (2002)
- Spiritual Warfare (2006)

### EP
- Encyclopedia of Evil (1996)
- Atrocities in A-Minor (2004)

### Kompilace
- Diabolical Desecration + Encyclopedia of Evil (2002)

### Live nahrávky
- Hell Comes to Essen (1998)